# Nordea

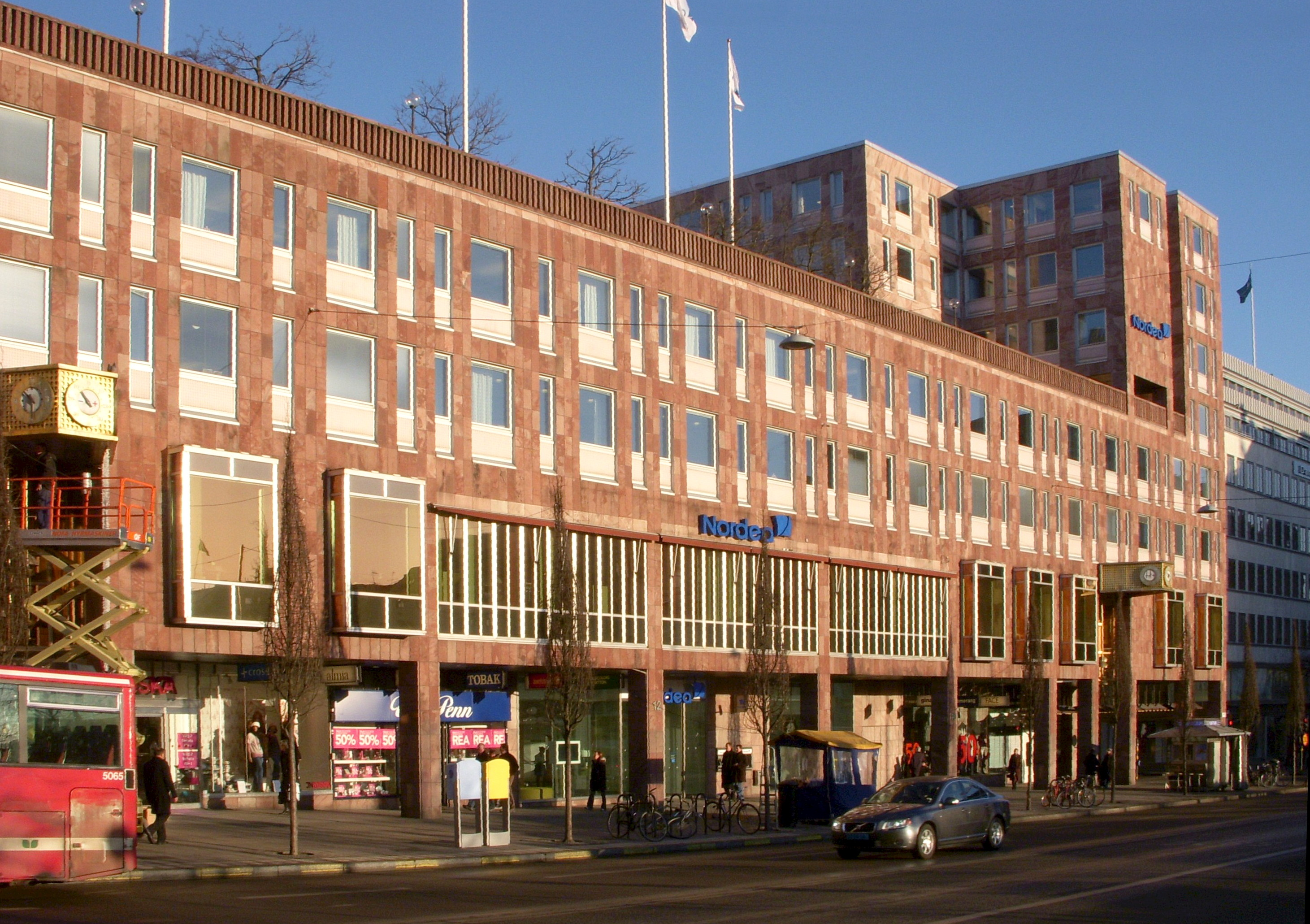
Escritórios do Banco Nordea em Estocolmo

Nordea é um banco e grupo financeiro nórdico, fundado em 1997 e estabelecido com o nome atual em 2001, com a sede em Helsínquia, na Finlândia. Tem como área de negócios os países nórdicos e a região do mar Báltico. É um dos maiores bancos do norte da Europa. Tem ativos da ordem de € 677 bilhões, e possui cerca de 11 milhões de clientes, contando com cerca de 1000 agências bancárias em todos os países nórdicos.

 Está presente nas bolsas de Helsínquia, Estocolmo e Copenhaga.
Foi inicialmente constituído pela fusão do banco finlandês Merita Bank com o banco sueco Nordbanken no novo MeritaNordbanken. Em 2001, nasceu o banco Nordea, através da fusão dos bancos nórdicos MeritaNordbanken (Suécia-Finlândia), Unibank A/S (Dinamarca) e Christiania Bank og Kreditkasse ASA (Noruega), e da aquisição do Postgirot Bank (Suécia).

## Acionistas
- Sampo Group - 21,3%
- Governo da Suécia - 13,5%
- Nordea Founden 3,9%
- Swedbank Robur Funds 3,3%
- AMF Insurance and Funds - 2,1%

## Subsidiárias
- Nordea Bank Danmark A/S
- Nordea Bank Finland Abp / Nordea Pankki Suomi Oyj
- Nordea Bank Latvia
- Nordea Bank Lithuania
- Nordea Bank Norge ASA
- Nordea Bank Polska S.A.
- Nordea Bank Russia